# Xã Roseland, Quận Kandiyohi, Minnesota
Xã Roseland (tiếng Anh: Roseland Township) là một xã thuộc quận Kandiyohi, tiểu bang Minnesota, Hoa Kỳ. Năm 2010, dân số của xã này là 371 người.